# 西郷町 (瀬戸市)
西郷町（にしごうちょう）は、愛知県瀬戸市祖母懐連区の町名。丁番を持たない単独町名である。

## 地理
- 瀬戸市の中央部に位置する[8]。西を蛭子町、北を末広町・陶生町、東を東郷町・仲郷町、南を祖母懐町と隣接している[8]。
- 住宅・小売商店・陶磁器関係の小工場が混在している[8]。

### 学区
市立小・中学校に通う場合、学区は以下の通りとなる。また、公立高等学校に通う場合の学区は以下の通りとなる。
| 番・番地等 | 小学校                 | 中学校                 | 高等学校 |
| ---------- | ---------------------- | ---------------------- | -------- |
| 全域       | 瀬戸市立にじの丘小学校 | 瀬戸市立にじの丘中学校 | 尾張学区 |

## 歴史

### 町名の由来
この地は、明治時代の瀬戸村字郷の一部であり、郷地区の西部にあたることによって名付けられたとされる。

### 沿革
- 1942年（昭和17年）1月9日 - 瀬戸市大字瀬戸字郷・上ノ切の各一部により、同市西郷町として成立[2]。

## 世帯数と人口
2024年（令和6年）1月1日現在の世帯数と人口は以下の通りである。
| 町丁   | 世帯数 | 人口  |
| ------ | ------ | ----- |
| 西郷町 | 46世帯 | 104人 |

### 人口の変遷
国勢調査による人口の推移
| 1995年（平成7年）  | 151人 | [ 12 ] |  |
| 2000年（平成12年） | 121人 | [ 13 ] |  |
| 2005年（平成17年） | 103人 | [ 14 ] |  |
| 2010年（平成22年） | 113人 | [ 15 ] |  |
| 2015年（平成27年） | 93人  | [ 16 ] |  |
| 2020年（令和2年）  | 91人  | [ 17 ] |  |

### 世帯数の変遷
国勢調査による世帯数の推移。
| 1995年（平成7年）  | 57世帯 | [ 12 ] |  |
| 2000年（平成12年） | 50世帯 | [ 13 ] |  |
| 2005年（平成17年） | 52世帯 | [ 14 ] |  |
| 2010年（平成22年） | 42世帯 | [ 15 ] |  |
| 2015年（平成27年） | 39世帯 | [ 16 ] |  |
| 2020年（令和2年）  | 40世帯 | [ 17 ] |  |

## 交通

### 鉄道
町内に鉄道は走っていない。最寄り駅は名鉄瀬戸線尾張瀬戸駅になる。

### バス
町内にバスは走っていない。最寄りのバス停は、名鉄バス「東山線」【11】【12】【13】系統の東本町一丁目バス停・祖母懐橋バス停になる。

### 道路
町内に国道・県道は通っていない。

## 施設
- 瀬戸染付工芸館 ： やきものの伝統技法である「瀬戸染付」をテーマにした施設[18]。
- 石神社 ： 創建年月日は不明であるが塞の神として古くから信仰されている[19]。

- 瀬戸染付工芸館
- 石神社

## その他

### 日本郵便
- 郵便番号 : 489-0829[6]（集配局：瀬戸郵便局[20]）。